# Daniel Périgaud
Daniel Périgaud, né le 19 décembre 1943 à Bénévent-l'Abbaye (Creuse), est un footballeur français des années 1960.

## Biographie
Joueur de l'EDS Montluçon, il participa aux JO de 1968, ne jouant qu'un seul match sur les quatre de la France, contre la Guinée. Il inscrivit un but à la 70e minute. Néanmoins, la France fut éliminée en quart-de-finale.

## références
1. ↑  https://www.sports-reference.com/olympics/athletes/pe/daniel-perrigaud-1.html Daniel Perrigaud